# Scopula obturbata
Scopula obturbata là một loài bướm đêm trong họ Geometridae.